# New Frontier
«New Frontier» es una canción interpretada por el músico estadounidense Donald Fagen. Fue publicada en enero de 1983 como el segundo sencillo de su primer álbum de estudio en solitario, The Nightfly (1982).

## Escritura y temática
La canción – ambientada a principios de la década de 1960 – se centra en adolescentes que encuentran el romance en un refugio nuclear contra lluvia atómica. El narrador de la canción es un “adolescente desgarbado de alrededor de 1962”, que también ha sido descrito como un “aspirante a hipster”. Comienza la canción con una discusión sobre el refugio antiaéreo del patio trasero de su familia—que casualmente describe como “solo un refugio que construyó mi papá, en caso de que los rojos decidan presionar el botón”. El narrador conoce a una chica en una fiesta en el refugio (“una fumadora de verano clandestina”), a quien compara con la actriz Tuesday Weld. Se unen con la música del pianista de jazz Dave Brubeck, mientras él intenta atraerla de regreso al refugio para una “fiesta privada”. El adolescente también tiene grandes sueños para su futuro: “No puedo esperar a mudarme a la ciudad, hasta que finalmente me decida a aprender diseño y estudiar en el extranjero”.

### Título
El título de la canción es una referencia a “Nueva Frontera”, un término utilizado por John F. Kennedy en su discurso de aceptación en las elecciones presidenciales de Estados Unidos de 1960. "Hoy nos encontramos al borde de una Nueva Frontera—la frontera de la década de 1960, la frontera de oportunidades y peligros desconocidos, la frontera de esperanzas y amenazas sin cumplir”, dijo Kennedy. Robert J. Toth de The Wall Street Journal consideró que Fagen usó el término con humor como una “metáfora de los misterios del sexo y la edad adulta”.

## Composición y arreglos
Musicalmente, la canción ha sido descrita como “jazz-funk futurístico” por el colaborador de Rolling Stone, Kevin O'Donnell. Contiene un "riff de piano de cuatro notas que funciona como una especie de signo de exclamación musical para ciertas líneas de los versos”. Toth escribió que “la música suena tan frenética como las hormonas del héroe adolescente, y su tono deliberadamente cursi coincide con la sofisticación superficial del niño”.

## Video musical

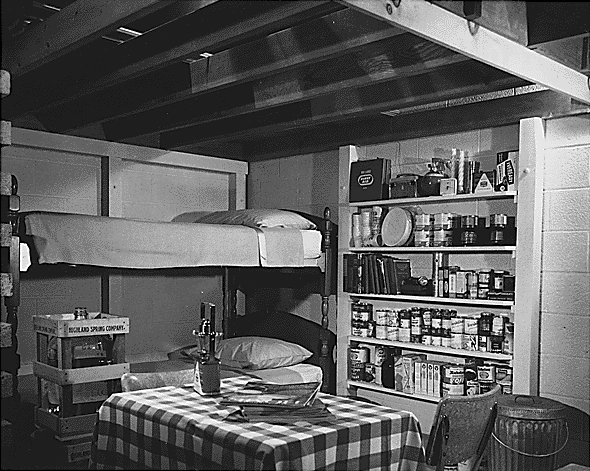
Refugio antiaéreo estadounidense idealizado, alrededor de 1957.

El videoclip de «New Frontier» fue producido, para Cucumber Studios, por Annabel Jankel y fue dirigido por Rocky Morton. El video musical continúa el concepto de la canción de una velada romántica adolescente en un refugio antiaéreo. Mezcla animación y metraje de acción en vivo. Fagen aparece solo en un cartel de The Nightfly que se ve en la pared del búnker. Stewart Mason de AllMusic dijo que el videoclip de la canción era “ampliamente considerado uno de los mejores videos de la era temprana de MTV”. Más tarde se incluyó como material adicional en la reedición de DVD-Audio de The Nightfly.

## Recepción de la crítica
«New Frontier» recibió elogios de la crítica. La revista Billboard lo calificó como una de las mejores selecciones de sencillos, y un escritor no especificado comentó: “La letra es difusa e inquietante, pero Fagen las envuelve en un ritmo cómodo y aleatorio y armonías en capas para un efecto general agradable”. Phil Johnson de The Independent llamó a la canción una “interpretación sardónica del optimismo de Estados Unidos en el período de la Guerra Fría”, mientras que Laura Sinagra de The New York Times la llamó un
“recuerdo mordaz de la era de Reagan de la esperanza de los años 1960”. Jon Matsumoto en Los Angeles Times la consideró “rítmicamente efervescente”, sintiendo que “captaba tanto las ansiedades como la inocencia de la época”. Stewart Mason, escribiendo para AllMusic, elogió el sarcasmo dual y la nostalgia de las letras de Fagen, así como su “ritmo fácil y animado”, resumiéndola como “una de las melodías más deliciosas de Fagen”.

## Créditos y personal
Créditos adaptados desde las notas de álbum de The Nightfly.
Músicos
- Donald Fagen – voz principal y coros, sintetizador
- Larry Carlton – guitarra líder
- Ed Greene – batería
- Abraham Laboriel – guitarra bajo
- Hugh McCracken – armónica
- Michael Omartian – piano, piano eléctrico
- Starz Vanderlocket – percusión, coros

Personal técnico
- Gary Katz – productor
- Roger Nichols – efectos especiales, ingeniero de audio, secuenciador
- Daniel Lazerus – ingeniero de audio, ingeniero de overdubs
- Elliot Scheiner – ingeniero de audio, mezclas, seguimiento
- Cheryl Smith – ingeniera asistente
- Robin Lane – ingeniera asistente
- Mike Morongell – ingeniero asistente, asistente de edición digital
- Wayne Yurgelun – ingeniero asistente, asistente de edición digital
- Bob Ludwig – masterización

## Posicionamiento
| Gráfica (1983)                                | Pico de posición |
| --------------------------------------------- | ---------------- |
| Estados Unidos (Billboard Hot 100)            | 70               |
| Estados Unidos (Billboard Adult Contemporary) | 34               |
| Países Bajos (Single Top 100)                 | 47               |